# Christian Schwegler
Christian Schwegler (sinh ngày 6 tháng 6 năm 1984 ở Ettiswil) là một cầu thủ bóng đá từ Thụy Sĩ hiện tại thi đấu ở vị trí hậu vệ cho FC Luzern tại Giải bóng đá vô địch quốc gia Thụy Sĩ.

## Sự nghiệp
Christian gia nhập Red Bull Salzburg trong mùa hè năm 2009 từ Young Boys Bern với mức phí €0.6m. Trong chiến thắng 6-1 của Red Bulls trước SV Mattersburg vào ngày 27 tháng 3 năm 2010, Schwegler ghi bàn thắng đầu tiên cho câu lạc bộ.

## Playing style
Schwegler được biết đến với những cú ném biên dài.

## Đời sống cá nhân
Anh là anh trai của Pirmin Schwegler.

## Danh hiệu
- Austrian Vô địch (5): 2010, 2012, 2014, 2015, 2016
- Austrian Cup (4): 2012, 2014, 2015, 2016